# John Ellis Bowlt
John Ellis Bowlt (anglais : John Ellis Bowlt), né en 6 Décembre 1943 à Londres, Grande-Bretagne est un linguiste, slaviste, historien d'art, conservateur de musée. Il est spécialisé dans la culture russe de la fin du XIXe siècle, début du XXe siècle. Il est historien d'art de l'avant-garde russe en peinture.

## Biographie
John Ellis Bowlt est né à Londres, dans une famille aux idées de gauche. Il a obtenu ses diplômes en Grande-Bretagne, à l'université de St Andrews, mais également en URSS. Il est professeur du département des langues slaves de l'université du Sud de la Californie à Los Angeles. Il est fondateur et directeur de l'Institut de culture russe contemporaine (Institute of Modern Russian Culture, IMRC) auprès de cette université. Le but de cet institut, qui était de rassembler le plus possible d'archives des émigrants, de créer une bibliothèque et un centre de recherche a été atteint. Actuellement, dans la collection d'archives, on trouve des livres rares, des enregistrements vocaux en direct, des photographies et des disques microsillon
Il est rédacteur en chef de Experiment/Эксперимент, revue consacrée à la culture russe qui paraît depuis 1995.

## Conservateur d'expositions d'art
- 1998—1999 — Theater of Reason/Theater of Desire: the Art of Alexandre Benois and Léon Bakst (Lugano, Suisse, 1998; Francfort, Allemagne, 1999)
- 1999—2001 — Les Amazones de l'avant-garde (Musée Solomon R. Guggenheim, Berlin-Bilbao-Venise-New York, 1999; Galerie Tretiakov, Moscou, 2001)
- 2010 — Le cosmos de l'avant-garde russe : art et exploration de l'univers 1900-1930.Musée de l'art contemporain Grèce Athènes
- 2009—2010 — Surprend-moi! Serge de Diaghilev et la saison des ballets russes. Monaco, Villa Sauber, 2009; Монако, Salle des Arts du Sporting d’Hiver, 2009; Москва, Государственная Третьяковская галерея, 2010.
- 2016 — Лев Бакст / Léon Bakst. Pour le 150e anniversaire de sa naissance ГМИИ им. А. С. Пушкина, Moscou.

### Monographie

#### Auteur
- John Ellis Bowlt et Nicoletta Misler, Philonov. Art analytique, Moscou, Maison d'édition L'artiste soviétique, 1990, 248 p. (ISBN 5-269-00078-4)
- Natalia Avtonomova (compilation), Alla Loukanova (compilation), Alexandre Morozov et John Bowlt (trad. Sergueï Task), Kontchalovski inconnu, Moscou, Axiom Graphic, 2002, 296 p. (ISBN 5-89189-002-X)
- Bowlt J. et al., Spheres of Light. Stations of Darkness. The Art of Solomon Nikritin. Catalog of exhibition at the State Museum of Contemporary Art, Thessalonique, 2004
- John Bowlt et Ioulia Balibina., Nikolaï Kalmakoff russe : Калмаков, Николай Константинович, Moscou, Art du XXIe siècle,‎ 2008, 376 p. (ISBN 978-5-98051-050-3)
- John Bowlt (trad. de l'anglais par Alexis Baatsch), Moscou et Saint-Pétersbourg 1900-1920 Art, vie et cultuire, Paris, Hazan, France, 2008, 391 p. (ISBN 978-2-7541-0303-9)
- Moscow & St. Petersburg 1900-1920: Art, Life, & Culture of the Russian Silver Age. New York: The Vendome Press, 2008 (на нем. яз. – 2009)
- A Feast of Wonders: Sergei Diaghilev and the Ballets Russes / J. E.Bowlt and Z. Tregulova. Skira, 2009
- John Ellis Bowlt; Jakimovich, Alexander. Dmitri Plavinski. New York: Rizzoli Publishers, 2001.  (ISBN 0-8478-2315-6).

#### Rédacteur
- Ed. by J. E. Boult et Olga Matitch, Laboratoire de rêves : l'avant-garde russe, Stanford, Stanford University Press, 1996, 360 p.
- John Bowlt et Matthew Drutt, Les amazones de l'avant-garde : Alexandra Exter, Natalia Gontcharoff, Lioubov Popova, Varvara Stepanova, Nadejda Oudaltsova: [Catalogue d'exposition], New York, Moscou, Musée Solomon R. Guggenheim, Galerie Tretiakov, Galart, 2000, 366 p. (ISBN 0-89207-231-8)

### Articles
- John Bowlt., « Femmes géniales », Les amazones de l'avant-garde. Alexandra Exter, Nathalie Gontcharoff, Lioubov Popova, Olga Rozanova, Varvara Stepanova, Nadejda Oudaltsova: [Catalogue d'exposition] / John Bowlt et Matthew Drutt, New York, Moscou, Musée Solomon R. Guggenheim, Galerie Tretiakov, Galart,‎ 2000, p. 20—37 (ISBN 0-89207-231-8)
- John Bowlt et Georgi Kovalenko (responsable d'édition ; membre de l'Institut d'État d'étude artistique du ministère de la Culture de la fédération de Russie), « Le jour de dimanche : Marianne Verevkina et le siècle d'argent russe », Les amazones de l'avant-garde, Moscou, Science /Naouka,‎ 2004, p. 69—80 (ISBN 5-02-010251-2)
- John Bowlt, « Lumière et obscurité : Une éclipse solaire comme une métaphore cubo-futuriste », Avant-garde : recueil pour les 75 ans de Alexandre Parnisse, Moscou, Trois carrés,‎ 2013, p. 623—638 (ISBN 978-5-94607-172-7)
- John Bowlt, « David Kakabadzé », 1913. Le mot comme tel : pour l'anniversaire du futurisme russe. Conférence scientifique internationale à Genève 10-12 avril 2013 / Rédacteur Piotr Kazarnovski; rédaction scientifique Jean-Philippe Jaccard et Annik Morar, Saint Pétersbourg, Editions de l'Université européenne,‎ 2015 (ISBN 978-5-94380-181-5)